# پل‌های آبشور
پلهای آبشور مربوط به دوره ساسانیان - دوران‌های تاریخی پس از اسلام است و در شهرستان مسجدسلیمان، روستای جلودار واقع شده و این اثر در تاریخ ۵ تیر ۱۳۸۴ با شمارهٔ ثبت ۱۱۹۵۵ به‌عنوان یکی از آثار ملی ایران به ثبت رسیده است.